# 호남대학교
호남대학교(湖南大學校, Honam University)는 대한민국 광주광역시 광산구에 위치한 사립 대학이다.

## 연혁
1978년 12월 28일, 박기인이 설립한 학교법인 성인학원에 의하여 성인경상전문대학이 광주광역시 서구의 현재의 상일여자고등학교 등이 위치한 부지 인근에서 설립되었다. 이듬해 3월 3일 개교하였다. 1981년 7월 31일, 학제가 4년인 단과대학으로 승격되며 호남대학으로 교명을 변경하였다. 1992년 3월 13일, 호남대학교로 교명을 변경한다. 1997년 8월, 광산구 일대의 현재의 광산캠퍼스를 개교하면서 이원화 캠퍼스 체계였지만, 2015년 3월, 쌍촌캠퍼스를 매각하고 광산캠퍼스로 일원화하였다.
한편, 2013년 대한민국 교육부에 의하여 정부재정지원제한대학으로 선정된 이력이 있다.

## 교육편제
호남대학교는 학부와 대학원 과정을 모두 편제하고 있다.

### 학부
호남대학교는 사회경영대학, 보건과학대학, AI융합대학, 문화예술체육대학 등 4개 단과대학을 설치하고 하위로 44개 학과를 편제하고 있다.

### 대학원
호남대학교 대학원은 일반 1개원, 특수 2개원으로 구성된다. 일반대학원의 경우 석사과정 18개 학과, 박사과정 15개 학과를 지원한다. 특수대학원으로 교육대학원, 사회융합대학원 등을 설치하고 있다.